# Charles O'Sullivan
Charles O'Sullivan DD (Ballyfinnane, 22 de agosto de 1858 - Killarney, 29 de janeiro de 1927) foi um bispo católico romano irlandês no primeiro terço do século XX.
O'Sullivan foi educado no St Patrick's College, Maynooth e ordenado em 1884. Ele foi bispo de Ardfert e Aghadoe de 1917 até à sua morte.